# Инджуиды
Инджуиды (перс. آل اینجو‎ Ал-и Инджу) — одна из мелких иранских династий персидского происхождения, которая пришла к власти в Персии после распада Государства Хулагуидов (Ильханат). Инджуиды боролись за власть в южной Персии и периодически брали под свой контроль Фарс, Керман, Исфахан и Лурестан. Кровавое противостояние между членами династии, ильханами, Чобанидами, Джалаиридами Багдада и Музаффаридами Йезда длилось в течение двадцати лет. Последний представитель династии Шах Шейх Джамал ад-Дин Абу Исхак правил Ширазом, Исфаханом и Лурестаном в течение 12 лет, но был свергнут и казнён в результате войн с Музаффаридами.

## До распада Ильханата
Инджуиды получили контроль над частями Ирана, в основном Фарсом, в 1304 году в начале правления ильхана Олджейту, который дал Шарафу ад-Дину Махмуду-шаху контроль над инджу (или инджи; монгольское слово для обозначения королевских поместий). Шараф ад-Дин, как сообщается, был потомком Абдуллаха Ансари, мистика XI века из Герата. Его сын, Амир Гийас ад-Дин Кай-Хусров, помог Музаффаридам захватить Йезд. К 1325 году Шараф ад-Дин получил почти абсолютную власть над регионом. Его власть не понравилась сыну и преемнику Олджейту Абу Саиду, который приказал сместить Шарафа ад-Дина и послал на его место шейха Хусейна ибн Джубана. Кей-Хосров, правивший Ширазом вместо своего отца, оказал сопротивление; и шейх Хусейн был вынужден вернуться. Также при жизни Абу Саида Шараф ад-Дин был заключен в тюрьму в Тебризе за неудавшуюся попытку убить своего преемника.

## Независимость
Со смертью Абу Саида в 1335 году трон занял Арпа Кеун. Он казнил Шарафа ад-Дина; двое сыновей Шарафа в королевском лагере (Амир Джалал ад-Дин Масуд Шах, бежавший к Хасану Бузургу; Шейх Абу Исхак при Амире Али Падишахе) покинули место действия. Тем временем Кай-Хусров утверждал свою власть в Ширазе. Когда Арпа Кеун был схвачен мятежниками, его отправили к Масуд Шаху, который убил его. Затем Масуд Шах служил визирем у марионетки Джалаиридов Ильхана Мухаммеда Хана; когда последний был убит, он отправился в Шираз. Два брата вступили в конфликт, который был урегулирован только со смертью Кай-Хусрова (1338/1339).
Масуд-шах быстро столкнулся с новыми проблемами в своём правлении. Через год после смерти Кай-Хусрова четвёртый сын Шараф ад-Дина по имени Шамс ад-Дин Мухаммад сбежал из тюрьмы своего брата Кала-йи Сафид, после чего присоединился к Чобанидам. Шамс ад-Дин вместе с Чобанидом Пиром Хусейном двинулся на Шираз, который они захватили. Масуд-шах бежал в Лурестан. Однако Пир Хусейн убил Шамс ад-Дина; этот поступок лишил его поддержки в городе и ему пришлось отступить. Однако уже в следующем году Пир Хусейн внеовь захватил город. Масуд-шах попытался воспользоваться распрями Чобанидов и объединился с Яги Басти, чтобы захватить город, который тем временем попал в руки Абу Исхака. Пир Хусейн отдал ему Исфахан и теперь он взял также Шираз. Когда Яги Басти убил Масуда-шаха в том же году, Абу Исхак стал единственным выжившим сыном Шараф ад-Дина. Он отобрал Шираз у Яги Басти в марте 1343 года.

## Падение Инджуидов
Целью Джамал ад-Дина Абу Исхака было завоевать Керман; поэтому он предпринял ряд походов против Музаффаридов, которых на тот момент возглавлял Мубариз ад-Дин Мухаммад. Соперничество между ними обострилось в 1350 и 1351 годах во время кампании против города Йезда, который контролировали Музаффариды В отместку Мубариз ад-Дин вторгся в Фарс в 1352 году. Разбив в сражении Инджуидов он в 1353 году осадил Шираз. Абу Исхак, который становился всё более параноидальным, приказал истребить часть горожан, чтобы искоренить предателей. После этого, лидер одного из городских районов, опасаясь за свой народ, отдал ключ от своих ворот сыну Мубариз ад-Дина Шаху Шудже. Абу Исхак был вынужден сдаться, но позже бежал и при поддержке Джалаиридов добрался до Исфахана. Мубариз ад-Дин, однако, осадил и этот город и захватил его в 1357 году. Абу Исхак снова сдался, был отправлен в Шираз и казнён. Земли Инджуидов теперь попали в руки Музаффаридов, которые удерживали их до вторжения Тамерлана сорок лет спустя.

## Представители династии
- Шараф ад-Дин Махмуд (Инджу-шах, 1304—1325)
- Амир Гийас ад-Дин Кей-Хосров (1336—1338/1339)
- Амир Джалал ад-Дин Масуд-шах (противник Кей-Хосрова; ок. 1338—1342)
- Шамс ад-Дин Мухаммад (противник Масуд-шаха; 1339)
- Джамал ад-Дин Абу Исхак[англ.] (ок. 1343–1357)